# 佩里戈尔地区锡奥拉克
佩里戈尔地区锡奥拉克（法語：Siorac-en-Périgord，法語發音：[sjɔʁak ɑ̃ peʁigɔʁ]），或纯音译作锡奥拉克昂佩里戈，是法国多尔多涅省的一个市镇，位于该省南部，属于萨拉拉卡内达区。

## 地理
佩里戈尔地区锡奥拉克（44°49'17"N, 0°59'13"E）面积11.77 平方千米，位于法国新阿基坦大区多爾多涅省，该省份为法国西南部内陆省份，大致对应佩里戈尔地区，北起顺时针与夏朗德省、上维埃纳省、科雷兹省、洛特省、洛特-加龙省、吉倫特省和滨海夏朗德省接壤。
与佩里戈尔地区锡奥拉克接壤的市镇（或旧市镇、城区）包括：蒙普莱桑、于尔瓦勒、勒比松德卡杜安、库克斯和比加罗克-穆藏斯、马尔纳克、圣日耳曼-德贝尔韦斯、萨日拉。

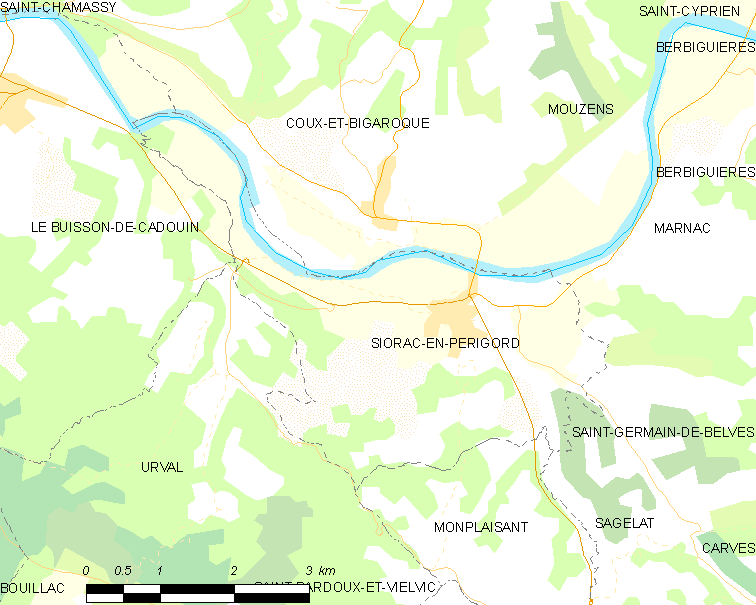
佩里戈尔地区锡奥拉克的OSM定位图

佩里戈尔地区锡奥拉克的时区为UTC+01:00、UTC+02:00（夏令时）。

## 行政
佩里戈尔地区锡奥拉克的邮政编码为24170，INSEE市镇编码为24538。

## 政治
佩里戈尔地区锡奥拉克所属的省级选区为多尔多涅河谷县。

## 人口

1962-2008年间佩里戈尔地区锡奥拉克人口变化图示

佩里戈尔地区锡奥拉克于2022年1月1日时的人口数量为1079人。